# Transit Girls
《Transit Girls》（日语：トランジットガールズ），2015年11月7日起每周六23:40 - 0:05（JST）於富士電視台播出的「六劇」。为日本电视连续剧史上第一次以“百合”为主题的作品。

## 剧情简介
《TRANSIT GIRLS》講述了由於父母再婚而住到同一屋簷下成為繼姐妹的兩人，她們經歷了最糟糕的相遇後，反而孕育出愛情的故事。劇中，兩年前母親過世之後和廚師父親相互扶持生活、活潑開朗的主人公·葉山小百合（伊籐沙莉 飾），與立志成為專業攝影師、從大學退學的志田由衣（佐久間由衣 飾）之間的愛情篇章被予以描繪。

## 主要角色
〈〉内为設定年龄。
葉山 小百合〈18〉
演员 - 伊藤沙莉 (日本) ; 何凱怡 (香港配音)
故事主角。高中3年级生。
志田 由衣〈21〉
演员 - 佐久間由衣 (日本) ; 王綺婷 (香港配音)
故事另一主角。目标是成为专业摄影师。
深澤 直〈18〉
演员 - 健太郎 (日本); 竺諺鴻 (香港配音)
小百合的童年朋友和高中同学。
門脇 未來〈17〉
演员 - 吉田琴
小百合的高中同学。
倉田 葵〈18〉
演员 - 渡辺恵伶奈; 王夢華 (香港配音)
小百合的高中同学。
佐伯 柳太朗
演员 - 尚玄 (日本) ; 楊耀泰 (香港配音)
专业摄影师。
志田 まどか
演员 - 雾岛丽香 (日本) ; 莎拉 (香港配音)
由衣的母親。
葉山 圭吾
演员 - Mummy-D (日本) ; 何偉誠 (香港配音)
小百合的父親。

## 工作人员
- 編成企画：太田大（富士电视台）
- 制片人：松本彩夏 / 関友彦
- 编剧：加藤綾子
- 导演：前田真人
- 音楽：降谷建志（勝利娛樂 / MOB SQUAD）
- 主题曲：降谷建志「Prom Night」（Victor Entertainment / MOB SQUAD）
- 制作：富士电视网络公司
- 制作・著作：イースト・エンタテインメント

## 播出日程与收视率
| 集数  | 播出日期 | 标题 | 导演     | 收视率 | 備註   |
| ----- | -------- | ---- | -------- | ------ | ------ |
| 第1話 | 11月7日  |      | 前田真人 | 4.1%   | 遲10分 |
| 第2話 | 11月14日 |      | 前田真人 | 5.0%   |        |
| 第3話 | 11月21日 |      | 前田真人 | 3.1%   |        |
| 第4話 | 11月28日 |      | 前田真人 | 3.8%   | 遲10分 |
| 第5話 | 12月5日  |      | 前田真人 | 4.6%   |        |
| 第6話 | 12月12日 |      | 前田真人 | 2.6%   |        |
| 第7話 | 12月19日 |      | 前田真人 | 2.9%   |        |
| 第8話 | 12月26日 |      | 前田真人 | 3.6%   |        |

## 脚注
1. ↑  . フジテレビ. 2015-10-22  [2015-10-22]. （原始内容存档于2015-10-22）.
2. ↑  日语：